# The Devil (film, 2012)
Pour les articles homonymes, voir The Devil.
Pour plus de détails, voir Fiche technique et Distribution.
The Devil est un court métrage documentaire français réalisé par Jean-Gabriel Périot, sorti en 2012.

## Synopsis
Le film est consacré à la lutte des Black Panthers, le mouvement révolutionnaire afro-américain très actif dans les années 1960.
Composé exclusivement d'archives filmiques, le court métrage, savamment rythmé par la musique des Boogers, expose la lutte pour les droits civiques des afro-américains. 
Il débute par une série de portraits et de situations discriminatoires et violentes envers la population noire dans l'Amérique des années 1960 puis se poursuit sur la prise en main du destin des Afro-Américains par eux-mêmes. On observe la militarisation du mouvement, sa stigmatisation et sa répression par un État qui s'inquiète de la portée révolutionnaire et revendiquée du mouvement.
Au-delà d'un film sur la discrimination raciale, il s'agit plus largement d'un film sur la réappropriation des corps et sur le regard d'une humanité envers une autre. Le film questionne l'humain et le respect d'autrui illustré par la phrase du départ "Vous ne savez pas qui nous sommes", en quelque sorte une leçon contre l'ignorance.
Le court métrage a été projeté dans une centaine de festivals.

## Fiche technique
- Titre : The Devil
- Réalisation : Jean-Gabriel Périot
- Musique : Boogers
- Son : Xavier Thibault
- Production : Local Films / Nicolas Brevière
- Pays d'origine :  France
- Langue : anglais, sous-titré en français
- Format : noir et blanc, stéréo, 16/9
- Genre : documentaire
- Durée : 7:50 minutes
- Date de sortie : 2012

## Distinctions
- Prix Explora / Curtocircuito Saint-Jacques de Compostelle
- Don Quixote award (meilleur court métrage international) / Minimalen Trondheim
- Meilleur court / Du grain à démoudre Gonfreville
- Best short documentary / Tripoli film festival
- Prix Spécial "a film with a cause" / Guanajuato international film festival
- Best international documentary / Ficil Lebu
- Prix du meilleur documentaire / Festival du court d'Altkirch
- Mentions spéciales / Festival tous court Aix-en-Provence, IndieLisboa, Bogoshort Bogota